# Göta segelsällskap
För andra betydelser, se Göta.

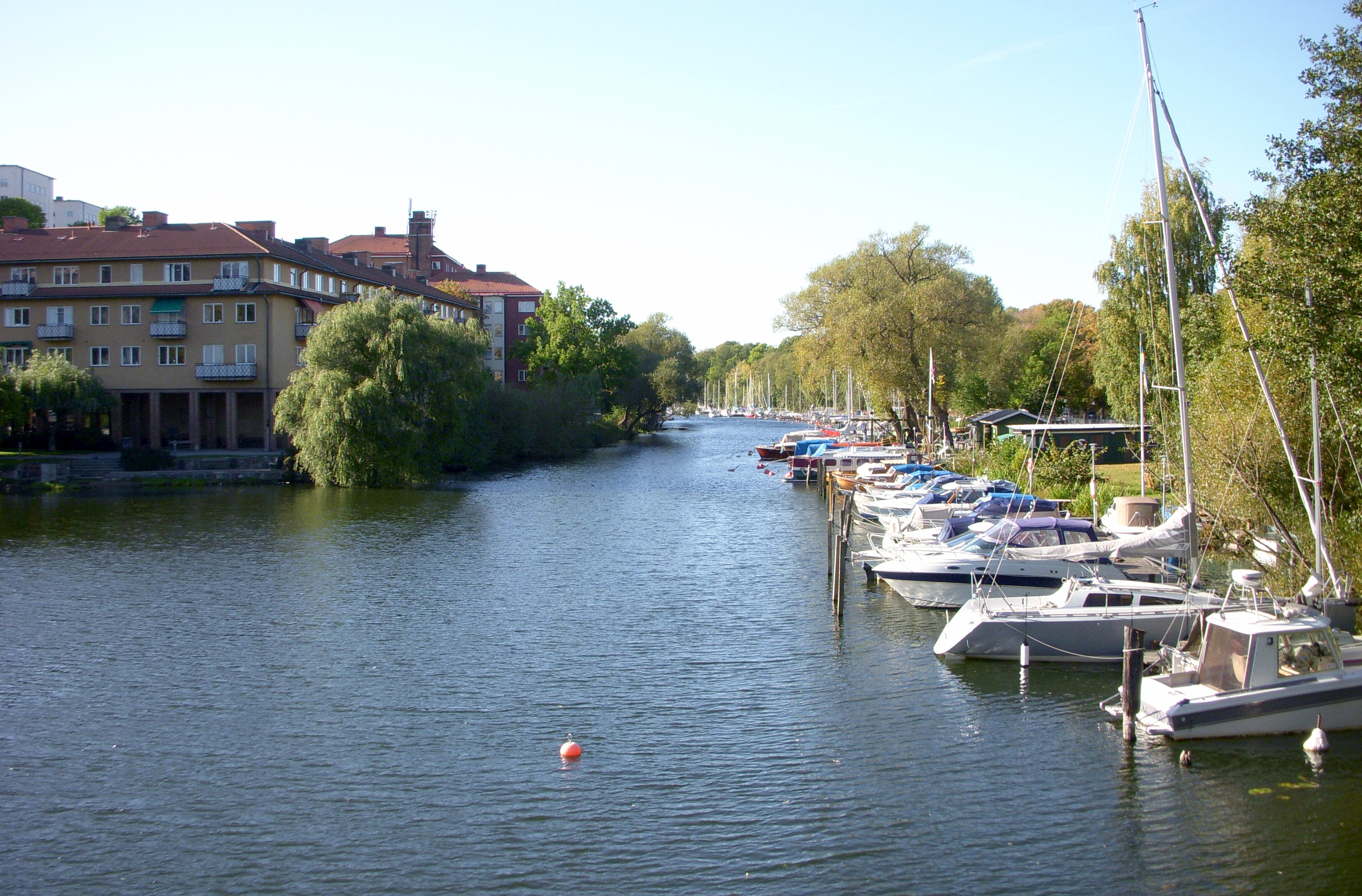
Långholmskanalen med Göta segelsällskap

Göta Segelsällskap är en segelbåtsklubb i Stockholm. Den grundades 1895 på initiativ av den tidigare ägaren av G.F. Petterson, som tidigare ägt Lövholmsvarvet. Klubben har båtplatser i Långholmskanalen mellan Reimersholme och Långholmen i Mälaren. Uppläggningsplats för båtar finns på den tidigare fängelsegården utanför den byggnad som fram till 1975 inhyste Långholmens fängelse. 
Sällskapet har drygt 400 medlemmar. Göta SS klubbholme Jungfruholmarna ligger mellan Gällstaö på Ekerö och Vårberg, omkring sex distansminuter in i Mälaren.
Sällskapet har sin klubblokal i det före detta kvinnofängelset Spinnhuset.

## Historik
Den 10 augusti 1895 beslöt 26 personer med elva båtar att bilda ett segelsällskap, varvid namnet  avgjordes genom en omröstning mellan de två förslagen "Segelsällskapet Stjärnan" och "Göta Segelsällskap". Det sistnämnda namnet fick stor majoritet. Samma år anordnade sällskapets sin första kappsegling.
Att klubbnamnet Göta skulle komma av pansarskeppet HMS Göta stämmer inte, eftersom detta fartyg gick av stapeln först 1898. I stället anknöt namnet till de nationalromantiska strömningar som fanns i samhället vid 1800-talets slut. Tidigare använde sig Göta Segelsällskap av förkortningen GSS. En tvist uppstod eftersom samma beteckning användes av Gävle Segelsällskap. Svenska Båtunionen löste tvisten så att Gävle Segelsällskap, vilket är äldre än Göta Segelsällskap, fick de behålla beteckningen GSS medan Göta Segelsällskap fick byta förkortning till GöSS.
Göta Segelsällskap fick 1921 sitt första arrende för hamnplatser på Långholmen. Sällskapet ägde 2931–1934 Gröndalsvarvet. År 1984 arrenderades fängelsegården för båtuppläggning, och 1986 fick klubben tillstånd att inreda klubblokal i Spinnhuset.

## Träbåtsflotta
Göta Segelsällskap har en stor träbåtsflotta som bland annat består av klassiska Mälarbåtsmodeller som M22, M25, M30, A22, Neppare och Nordisk Kryssare 5½ Sällskapet har en egen brygga för folkbåtar.
Fem medlemsbåtar var 2022 k-märkta av Sjöhistoriska museet, bland andra M/Y Tournesol.

## Egna båttyper
Segelsällskapet är initiativtagare till framtagandet av båttyperna Götajollen i plywood och Götatrettian i plast, som sedermera blev S30.

## Kappsegling
I ett försök att öka intresset för kappsegling i Mälaren på Stockholmssidan arrangerar Göta Segelsällskap, i samarbete med flera andra klubbar, kappseglingen Mälarvarvet. Båtar från tio klubbar deltog i Mälarvarvets första upplaga den 24 maj 2008.
Banan, med start och mål vid Jungfruholmarna, har sin nordligaste del strax söder om Drottningholms slott och sin västligaste punkt vid Lurudden. 

## Klubbmedlemmar i urval
- Milo Dahlmann, den första svenska kvinnliga ensamseglaren över Atlanten.[4]
- Klas Helmerson, tidigare museichef för Vasamuseet och Sjöhistoriska museet
- Hans-Lennart Ohlsson, tidigare museichef för Sjöhistoriska museet
- Jan Strömdahl, författare[5]